# Lidia Zamenhof
Lidia Zamenhof (esp. Lidja Zamenhof; ur. 29 stycznia 1904 w Warszawie, zm. 1942 w Treblince) – polska propagatorka esperanto, bahaizmu oraz idei homaranizmu, tłumaczka i pisarka.

## Życiorys
Była córką Ludwika i Klary Zamenhof, siostrą Zofii i Adama. Prawdopodobnie w 1925 podczas Światowego Kongresu Esperanto w Genewie została zapoznana z zasadami bahaizmu przez Marthę Root i Adelberta Muhlschlegela. W kwietniu 1926 zdeklarowała się jako wyznawczyni tej religii. Pod koniec 1937 na prośbę Shoghi Effendiego, Strażnika Wiary Bahai, wyjechała do Stanów Zjednoczonych, by uczyć tam esperanto i zasad bahaizmu. Wróciła do Polski w grudniu 1938. Podróżując po kraju, kontynuowała działalność rozpoczętą w Stanach Zjednoczonych.
Została zatrzymana przez niemieckie władze okupacyjne w związku ze swoim żydowskim pochodzeniem i przesiedlona do getta warszawskiego.
Latem 1942 roku, w czasie wielkiej akcji deportacyjnej, została wywieziona do obozu zagłady w Treblince.
Jej symboliczny grób (tablica pamiątkowa przy grobie Klary Zamenhof) znajduje się na cmentarzu żydowskim przy ulicy Okopowej w Warszawie.